# زاكاري مورتنسن
زاكاري مورتنسن (بالإنجليزية: Zachary Mortensen)‏ هو منتج أفلام أمريكي، ولد في 5 أكتوبر 1972 في ماديسون في الولايات المتحدة.

## وصلات خارجية
- زاكاري مورتنسن على موقع IMDb (الإنجليزية)
- زاكاري مورتنسن على موقع قاعدة بيانات الفيلم (الإنجليزية)